# Соуза, Вашку
Ва́шку Жозе́ Кардо́зу Со́уза (порт. Vasco José Cardoso Sousa; родился 3 апреля 2003) — португальский футболист, полузащитник клуба «Порту».

## Клубная карьера
Уроженец Пенафиела, Вашку выступал за молодёжные команды футбольных клубов «Криштелу», «Пасуш де Феррейра», «Витория (Гимарайнш)» и «Порту». 5 февраля 2023 года дебютировал в основном составе «Порту» в матче Примейра-лиги против «Визелы».

## Карьера в сборной
Выступал за сборные Португалии до 15, до 16, до 17, до 19 лет и до 21 года.